# Leptogaster puella
Leptogaster puella är en tvåvingeart som beskrevs av Emile Janssens 1953. Leptogaster puella ingår i släktet Leptogaster och familjen rovflugor.
Artens utbredningsområde är Burundi. Inga underarter finns listade i Catalogue of Life.